# 巴斯蒂达德多西
巴斯蒂达德多西（義大利語：Bastida de' Dossi），曾是意大利帕维亚省的一个市镇。总面积1.7平方公里，人口181人，人口密度106.5人/平方公里（2009年）。国家统计（ISTAT）代码为018010。
2014年2月4日巴斯蒂达德多西和科尔纳莱两市镇合并为新的科尔纳莱和巴斯蒂达市镇。